# Photinia prunifolia
Photinia prunifolia är en rosväxtart som först beskrevs av William Jackson Hooker och Arn., och fick sitt nu gällande namn av John Lindley. Photinia prunifolia ingår i släktet Photinia och familjen rosväxter. Utöver nominatformen finns också underarten P. p. denticulata.